# ひる前らじお うるさごぜん
『ひる前らじお うるさごぜん』（ひるまえらじお うるさごぜん）は、山梨放送（YBSラジオ）が2021年3月29日から放送しているラジオ番組。放送時間は平日9:00 - 11:58。

## 概要
2021年度改編時に朝の情報番組『ラララ♪モーニング』の後半部分を分割する形でスタート。
番宣に記載されている番組コンセプトは「その声、きくだけでお腹いっぱい」であるが、番組冒頭では「お昼前の慌ただしいひとときを賑やかに彩る番組」と紹介している。
10時台の放送は「NNS日本ネットワークサービス」11chの『ラジテレ!ひる前らじお うるさごぜん』でサイマル放送を行っており、スタジオ内のパーソナリティの様子を見ることができる。
番組開始時のタイトルコールは、2023年9月の岡本降板までは3人で声を合わせた形で録音されたものであったが、10月以降はが月-木曜は櫻井と小松が2人声を合わせたもの、金曜は森川が単独で行っているものが流れている。
2024年4月、プチ・リニューアル実施。番組ロゴ、オープニング・エンディング曲、BGM、ジングルが一新された。これまでの和風な曲調からポップ調なものに変更された。
2025年3月31日、放送時間が9時開始となった。また、月・火の櫻井と木・金の小松の間で担当曜日の入れ替え、金曜の担当の変更があり、コーナーの曜日・時間移動が発生した。

## 放送時間
- 2022-2024年度 10:00 - 11:58[注 1]
- 2025年度 9:00 - 11:58

## 出演者

### パーソナリティ
2025年度
- 月・火曜日　小松千絵
- 水・木曜日　櫻井和明
- 金曜日　服部廉太郎

| 期間      | 期間      | 月曜日   | 火曜日   | 水曜日   | 木曜日   | 金曜日     |
| --------- | --------- | -------- | -------- | -------- | -------- | ---------- |
| 2021.3.29 | 2022.3.31 | 和泉義治 | 櫻井和明 | 櫻井和明 | 小松千絵 | 小松千絵   |
| 2022.4.1  | 2023.9.29 | 櫻井和明 | 櫻井和明 | 櫻井和明 | 小松千絵 | 岡本桃香   |
| 2023.10.2 | 2024.3.29 | 櫻井和明 | 櫻井和明 | 櫻井和明 | 小松千絵 | 森川真帆   |
| 2024.4.1  | 2025.3.28 | 櫻井和明 | 櫻井和明 | 小松千絵 | 小松千絵 | 森川真帆   |
| 2025.3.31 |           | 小松千絵 | 小松千絵 | 櫻井和明 | 櫻井和明 | 服部廉太郎 |

### ソトカラinfo リポーター
| 2023年度 | 水・金曜日 | 三浦実夏 （三浦が出演できない場合は 塩澤未佳子が代演） |
| 2024年度 | 水・金曜日 | 三浦実夏 （三浦が出演できない場合は 塩澤未佳子が代演） |
| 2025年度 | 火・金曜日 | 三浦実夏 （三浦が出演できない場合は 塩澤未佳子が代演） |

### スコーパーキャスター
| 2021年度 | 三木礼菜、齋藤里佳、山﨑祐依              |
| 2022年度 | 山﨑祐依（4月 - 9月）、染谷香衣、神谷真子 |

## コーナー

### 現在
|             | 月曜日 | 火曜日 | 水曜日 | 木曜日 | 金曜日 |
| ----------- | --- | --- | --- | --- | --- |
| 9:00        | オープニング | オープニング | オープニング | オープニング | オープニング |
| 9:10        | 野球のハナシ ちぼりキャッチボールアカデミー 野球の楽しさや未来に繋げて行くための情報を発信。 出演：和泉義治             | （5- 12月） ベジフル通信 野菜や果物を育てている方に向けた季節の管理方法や出荷状況を電話で伺う。 （オフシーズン） YBSニュースランキング YBSアプリで過去48時間以内に配信されたニュースをアクセスの多い順に紹介。 | 週刊！プロ野球 プロ野球が日本一好きなアナウンサーを自負する櫻井が野球に関して熱量を持ってを語る。                                                        | 村上食堂 料理初心者の村上が、「割烹 三井」に弟子入りし、料理のいろはを学びながら食の楽しみを伝える。 紹介したレシピは村上食堂分店に掲載。リスナーからの料理投稿も募集しており、X（旧Twitter)にハッシュタグ「#村上食堂ybs」をつけて投稿する。 出演：村上幸政 | DRIVE A GOGO! 新車情報をはじめ様々な車にまつわる情報を紹介する。 出演：奥田歩美                                    |
| 9:20        | はぴねすくらぶラジオショッピング                                                                                        | はぴねすくらぶラジオショッピング | はぴねすくらぶラジオショッピング | はぴねすくらぶラジオショッピング | はぴねすくらぶラジオショッピング                                                                                   |
| 9:30        | ローカルごぜん 毎日日替わりで県内エリアの情報を紹介する。                                                               | ローカルごぜん 毎日日替わりで県内エリアの情報を紹介する。 | ローカルごぜん 毎日日替わりで県内エリアの情報を紹介する。                                                                                                | ローカルごぜん 毎日日替わりで県内エリアの情報を紹介する。 | ローカルごぜん 毎日日替わりで県内エリアの情報を紹介する。                                                          |
| 9:30        | （峡中地域） | （峡南地域） | （峡東地域） | （郡内・東部） | （峡北地域） |
| 9:50        | YBS道路交通情報 | YBS道路交通情報 | YBS道路交通情報 | YBS道路交通情報 | YBS道路交通情報 |
| 9:52        | YBSラジオニュ－ス・天気予報                                                                                             | YBSラジオニュ－ス・天気予報 | YBSラジオニュ－ス・天気予報 | YBSラジオニュ－ス・天気予報 | YBSラジオニュ－ス・天気予報                                                                                        |
| 9:58        | 県からのお知らせ | 県からのお知らせ | 県からのお知らせ | 県からのお知らせ | 県からのお知らせ                                                                                                   |
| 10:00       | フリートーク | フリートーク | フリートーク | フリートーク | フリートーク |
| 10:05       | | | | | |
| 10:20       | | ソトカラinfo 生中継コーナー。リポーターの三浦実夏が県内の店舗の宣伝部長になり、店や事務所を訪問して楽しくリポート。 （毎月1回） ナオル漢方相談室                                                               | | | ソトカラinfo |
| 10:35       | MONDAY VENTFORET ヴァンフォーレ甲府コーナー。                                                                           | Lady Go 社会で活躍する輝く女性をゲストに迎えて、熱い思いを聞く。 | ランキンごぜん テーマに沿って様々な分野の人に「王道ベスト3」を発表してもらい、また番組独自の「ちなみにベスト3」を発表するコーナー。                      | そらよみごぜん 天気予報気を櫻井との漫談風に解説する。 出演：小田切裕（気象予報士・山梨放送技術局所属） | ジモめしごぜん 昼に行ってみたくなる、地元で愛されているカフェや食堂を紹介する。                                    |
| 10:50       | YBS道路交通情報 | YBS道路交通情報 | YBS道路交通情報 | YBS道路交通情報 | YBS道路交通情報 |
| 10:52       | YBSラジオニュ－ス・天気予報                                                                                             | YBSラジオニュ－ス・天気予報 | YBSラジオニュ－ス・天気予報 | YBSラジオニュ－ス・天気予報 | YBSラジオニュ－ス・天気予報                                                                                        |
| 10:58       | 県からのお知らせ | 県からのお知らせ | 県からのお知らせ | 県からのお知らせ | 県からのお知らせ                                                                                                   |
| 11:00       | フリートーク | フリートーク | フリートーク | フリートーク | フリートーク |
| 11:05       | | | | | |
| 11:15       | おもひで★ベストヒット 一週間通してテーマに沿った、昭和、平成と時代を駆け抜けた名曲のリクエストを紹介するコーナー。      | おもひで★ベストヒット 一週間通してテーマに沿った、昭和、平成と時代を駆け抜けた名曲のリクエストを紹介するコーナー。                                                                                             | おもひで★ベストヒット 一週間通してテーマに沿った、昭和、平成と時代を駆け抜けた名曲のリクエストを紹介するコーナー。                                       | おもひで★ベストヒット 一週間通してテーマに沿った、昭和、平成と時代を駆け抜けた名曲のリクエストを紹介するコーナー。 | おもひで★ベストヒット 一週間通してテーマに沿った、昭和、平成と時代を駆け抜けた名曲のリクエストを紹介するコーナー。 |
| 11:20       | サンロードの月曜からヘルシー 健康を軸にリスナーの日常生活に寄り添う、様々なお得な情報・商品を紹介する。                 | Viral Music 番組が注目している、今後拡散する(viral)可能性が高い音楽《注目曲》を紹介するコーナー。 （最終火曜日） おしごとラボ                                                                                  | なるほど、いいね！いきいきルーティーン 人生百年時代。年齢を重ねてもいきいきと過ごすための健康習慣、手軽に取り組めるルーティーンを週紹介。 出演：宮本裕子 | 使える！英語ワンフレーズ あるシチュエーションを想定して使える、使いたくなる簡単英語ワンフレーズを紹介する。 出演：REI先生（ユニタス外語学院） | サンロードの週末もヘルシー 健康を軸にリスナーの日常生活に寄り添った、心と体の健康や美容にまつわる情報を届ける。    |
| 11:30       | | カルチャーインフォメーション 山梨文化学園で開講される講座の紹介。 | （第1水曜日） ひる前キッズデンタル こども達のための歯の健康、虫歯予防の話を小児歯科の医師に聞く。                                                        | 推し旅、いいね！ 好奇心くすぐる、いいね！と推したい旅情報を届ける。 | みやてん週末天気予報 週末の天気を解説。 出演：宮田雄一朗（気象予報士・山梨放送所属）                               |
| 11:35       | ごごご・ごぜん 間違いやすい日本語や今の時代知っておきたい言葉をリスナーと学ぶ。コーナータイトルは「語・誤・Go」の意味。 | 響け！ うたえもん 合唱ソングのコーナー。 | | | みやてん週末天気予報 週末の天気を解説。 出演：宮田雄一朗（気象予報士・山梨放送所属）                               |
| 11:40       | | | | | |
| 11:45       | ごはんどうする？ おかずルーレット 番組がルーレットでご飯のメニューを決めるコーナー。                                    | ごはんどうする？ おかずルーレット 番組がルーレットでご飯のメニューを決めるコーナー。 | ごはんどうする？ おかずルーレット 番組がルーレットでご飯のメニューを決めるコーナー。                                                                     | ごはんどうする？ おかずルーレット 番組がルーレットでご飯のメニューを決めるコーナー。 | ごはんどうする？ おかずルーレット 番組がルーレットでご飯のメニューを決めるコーナー。                               |
| 11:50 11:56 | フリートーク・エンディング                                                                                              | フリートーク・エンディング | フリートーク・エンディング | フリートーク・エンディング | フリートーク・エンディング                                                                                         |
| 11:56 11:58 | CM（ランチリクエスト枠・ニッポン放送）                                                                                  | CM（ランチリクエスト枠・ニッポン放送） | CM（ランチリクエスト枠・ニッポン放送） | CM（ランチリクエスト枠・ニッポン放送） | CM（ランチリクエスト枠・ニッポン放送）                                                                             |

### 過去

#### 2021年
月曜
- 10:35 しったかごぜん[3]

毎週、和泉が気になった話題になっている言葉や物事を取り上げて紹介するコーナー。
- 11:20 和泉のロック魂[4]

元バンド少年だった和泉が毎週ロックバンドについて語るコーナー。

#### 2022年
水曜
- 10:35 おやじごぜん

ざぶとん亭風流企画・馬場憲一とエンタメの話題を紹介するコーナー。
- 11:10 トク報パパパパーン
山梨県内のパン屋に電話を繋いで紹介するコーナー[注 7]。
- 11:40 信州まつもと空港トラベル情報 信州まつもと空港を発着するトラベル情報を届ける。

金曜
- 10:35 ジモラブごぜん
県内最大CATV NNS日本ネットワークサービス11chの地元密着番組「ジモラブ」の見どころを紹介[7][注 8]。
- 11:40 注目！エンタミューズ
富士河口湖町西湖湖畔に本社を構える大手プロダクション・アミューズのエンターテインメント情報を紹介する。

月 - 金曜
- 11:30 ランチリクエスト（企画ネット・NRN）
昼食時に聴きたい曲のリクエストをリスナーから受け付け、紹介するコーナー[注 9]。

2023年度よりCMのみ放送。(11:56 - )

#### 2023年度
月曜
- 10:35 おしゃべりごぜん

山梨を盛り上げている人、元気づけている人を招いて話を聞くコーナー。いわば「和明の部屋」。

#### 2024年度
水曜
- 10:10 140字のアニソング
（月曜キックスから移動）アニソンのおすすめポイントを140字にまとめたリクエストをリスナーから募集し、紹介するコーナー[注 10]。

木曜
- 10:35 おしゃれごぜん
YBS一おしゃれにうるさいと言われる小松が、忙しい日常の中で気持ちがときめくおしゃれな話題を届ける。
- 11:20 人生フルスイング
→コーナーが独立番組となり、2025年度は木曜17:15から放送。担当は奥田歩美。
- 11:30 千絵のヅカオタだよ、人生は！
宝塚歌劇団ファン歴22年の小松が基礎知識からオタクネタまで紹介する。

金曜
- 11:30 おいしくまなぼう～delicious meeting!
山梨の食材の魅力を食育や子育てなどを含めながら語り合い発信してゆく。三浦実夏による旬の農畜産物のリポートや、アスリートフードマイスター・大嶽香子[注 4]との話など、毎週テーマを設けて進行する。

## エピソード
- 2021年12月16日放送 東海ラジオ『OH! MY CHANNEL!』の企画・地域横断企画「番組対抗リスナーバトル！」にて大前りょうすけと小松が「ご当地グルメ・麺料理自慢対決」を行い、互いの番組で放送された[8]。
- 2022年5月31日、YouTube YBS山梨放送公式チャンネルにて、MC陣3人でパワポカラオケ[注 11]対決を行った[9]。
- 2023年4月6日、スタジオゲストに手越祐也を迎え、Twitterで「#うるさごぜん」をトレンド入りさせることを目標に特別放送を行った[10]。その結果、トレンド入りの目標は達成した[11]。